# 磨勘留島

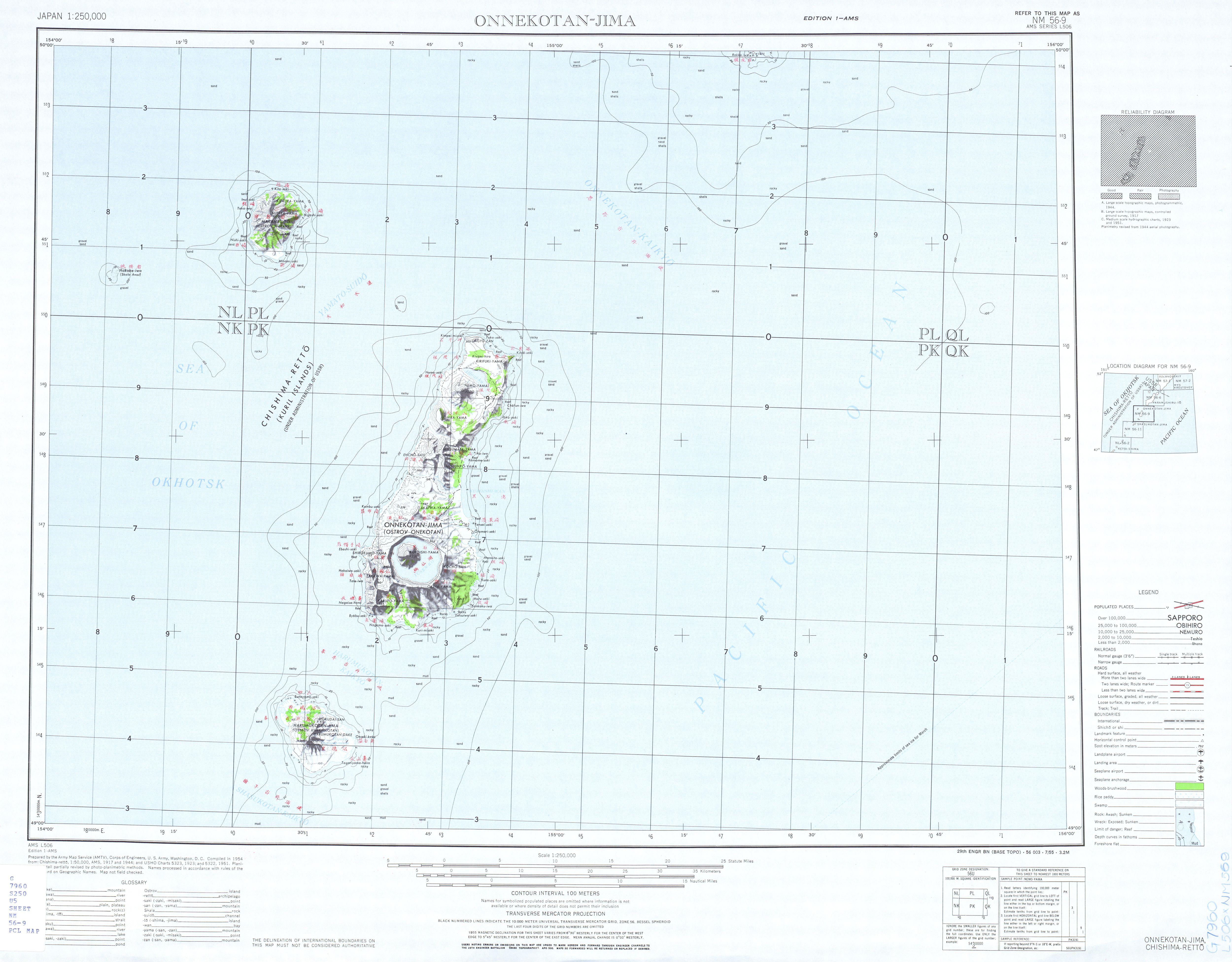
昭和29年の磨勘留島・温禰古丹島・春牟古丹島

磨勘留島（まかんるとう）は、千島列島の中部にある島である。

## 地理
千島列島中部の北端、温禰古丹島の北西方、大和水道を挟んだ約26キロメートルに位置する。南北の長さ約10キロメートル、幅が約7キロメートル余り、中央部には三高山（みたかやま、海抜1,171メートル、ロシア名：マカンルシ山 г.Маканруши、或いはミタカ山 влк.Митака）がそびえる。
地形は険阻で海岸は険崖となっていて投錨地には恵まれない。停泊の必要がある場合は、島の南部に位置して12 - 33メートルの深さを持つ東湾か、西側に位置する西浦湾の沖合約1.4キロメートルにある深さ36メートルの地点で投錨する。島の西側や南側から岸辺への接近は、水面下に岩礁が続く浅瀬になっているため危険である。上陸は極めて困難だが、一部の地点で可能である。淡水は比較的に豊富で東湾に注ぐ川の他、いくつかの小河川が見られる。
磨勘留島の西方、約20キロメートルにアボス（海面からの高さはおよそ35メートル、ロシア名：アヴォシ岩 скала Авось）と呼ばれる三角形の裸岩がある。遠くから眺めるとまるで船が浮んでいるように見えることから一名を帆掛岩（ほかけいわ、千島アイヌはハイノコ）と言うことがあり、アシカや海鳥の繁殖地となっている。

## 島名の由来
島の名前の由来はアイヌ語（アイヌ）からであるが、史料によって名称が多少異なっている。
正保御国絵図では「フカンルヽ」（マの誤記か）、元禄御国絵図では「まかんるゝ」、蝦夷闔境輿地全図では「マカンルラシ」、北海道変災年表では「マカルゝ島」、
千島・樺太交換条約では「マカンルシ」となっている。
これらはアイヌ語で「温禰古丹島の後ろにあって、潮の中に立つ島」の意とする説がある。
ロシア名はマカンルシ島 (о. Маканруши)、英語表記はMakanrushi。

## 歴史
- 1700年（元禄13年）、元禄国絵図のため松前藩が幕府に呈上した松前島郷帳に「まかんるゝ」の名が見られる。
- 1771年（明和8年） - 「択捉島のアイヌ」と「羅処和島のアイヌ」が団結し、得撫島と磨勘留島でロシア人を数十人殺害する。[2]
- 1855年（安政元年）、日露通好条約によりロシア領となる。
- 1875年（明治8年）、樺太・千島交換条約により日本領になる。

日本の行政区分においては、捨子古丹島や温禰古丹島などとともに北海道根室支庁（現在の根室振興局）管内の占守郡に属していた。
日本政府は国際法的には帰属未定地と主張しているが、現在はロシア連邦が実効支配している。